# Marko Krasić
Marko Krasić (Kirin Serbia: Марко Красић, tiếng Trung: 卡拉錫; sinh ngày 1 tháng 12 năm 1985) là một cầu thủ bóng đá người Serbia thi đấu cho câu lạc bộ tại Giải bóng đá ngoại hạng Hồng Kông Southern.

## Danh hiệu
Radnički Kragujevac
- Serbian League West: 2016–17[2]